# Cat Janice
Catherine Janice Ipsan (20 de enero de 1993 - 28 de febrero de 2024), conocida profesionalmente como Cat Janice, fue una cantautora estadounidense. Cat escribió y cantó «Dance You Outta My Head», que se volvió viral en TikTok.

## Primeros años
Catherine Janice Ipsan nació el 20 de enero de 1993 en Virginia del Norte y se crio en Annandale, Virginia. Cat aprendió a tocar el violín y el piano a los seis años. Tuvo 14 años de formación clásica, durante los cuales se unió a una orquesta, bandas de jazz y producciones teatrales. Comenzó a escribir música alrededor de los 12 años y luego aprendió por sí misma a producir su propia música.

## Carrera musical
Cat lanzó su primer álbum, cantando y tocando el piano, en 2014. Su segundo álbum, Fire, era más rock sureño y fue lanzado al año siguiente. En 2019, Janice ganó un premio Washington Area Music Award (WAMMY) en la categoría de Mejor Artista de Rock. La canción de Cat «Pricey» apareció en un episodio de Selling Sunset en 2020. Otra canción suya apareció en el programa de Country Music Television 
«Redneck Island». 
Después de encontrar un bulto en su cuello en 2022, a Cat le diagnosticaron un sarcoma, un tipo raro y agresivo de tumor canceroso que afecta la médula ósea, en su músculo escaleno.
En ese momento, Cat trabajaba como científica de información geoespacial, tomaba clases para obtener una maestría en geología costera y escribía y cantaba su propia música.
Cat se sometió a una cirugía para extirpar el tumor y recibió quimioterapia. Janice trabajó en su álbum, Modern Medicine, mientras estaba bajo tratamiento. Cat escribió la canción «Wishing I Was You» sobre su cáncer y quimioterapia. Su hijo apareció en el vídeo de la canción. Su canción «Chill the Fck Out», lanzada en enero de 2023, trata sobre cómo luchar contra el estrés y sentirse abrumado. Al año siguiente, los médicos de Cat dijeron que ya no tenía cáncer, pero unos meses después el cáncer de metástasis llegó a sus pulmones. Cat reinició la quimioterapia y unos meses después publicó «Modern Medicine». Ella actuó con SOJA en el Wolf Trap National Park for the Performing Arts en el verano de 2023. Cat se comprometió con su pareja Kyle Higginbotham en agosto y los dos se casaron en diciembre, sabiendo que le quedaba poco tiempo.
Cat lanzó su canción «Dance You Outta My Head» en TikTok el 19 de enero de 2024, cuatro días después de comenzar hospicio. Coescrita con Max Vernon, la canción trata sobre ser el mejor de uno, salir y decidir simplemente bailar para sacarse los problemas de la cabeza. Cat decidió lanzar la canción de forma independiente, en lugar de a través de su sello discográfico habitual, para lanzar la canción más rápidamente. Online, escribió: «Creo que me están llamando a casa. Mi última alegría sería si guardaras previamente mi canción 'Dance You Outta My Head' en mi biografía y la transmitieras porque todas las ganancias van directamente a mi hijo de 7 años. Viejo muchacho, lo dejo atrás». Cat transfirió los derechos de todas sus canciones a su hijo. La canción se inspiró en una frase, «Dance until you love me», que ella y su hijo cantaron al azar una y otra vez mientras conducían un día.
Dos semanas después de su lanzamiento, «Dance You Outta My Head» se ubicó en el puesto 37 en la lista Hot Dance/Electronic Songs de Billboard. La canción también debutó en el número 2 en la lista Dance/Electronic Digital Song Sales de Billboard y en el número 11 en la lista general de Digital Song Sales. Alcanzó el número 1 en el TikTok Billboard Top 50 el 17 de febrero. En iTunes, la canción alcanzó el número 7 en todo el mundo, el número 1 en Rumania, Irlanda y la República Checa, y el número 12 en los Estados Unidos. La canción ganó el Robert Allen Award de ASCAP Foundation.

## Muerte
Cat murió de cáncer en su casa de Annandale el 28 de febrero de 2024, a la edad de 31 años, rodeada de su familia. Su hermano compartió en Instagram que proyectos adicionales creados por Janice serían publicado póstumamente con su consentimiento.
«Starry Night (Loren's Lullaby)», una canción de cuna para su hijo Loren, fue su primera canción lanzada póstumamente, el 8 de marzo.